# Potters Bar Town FC
Potters Bar Town FC (celým názvem: Potters Bar Town Football Club) je anglický fotbalový klub, který sídlí ve městě Potters Bar v nemetropolitním hrabství Hertfordshire. Založen byl v roce 1960 pod názvem Mount Grace Old Scholars FC. Od sezóny 2017/18 hraje v Isthmian League Division One North (8. nejvyšší soutěž). Klubové barvy jsou červená a bílá.
Své domácí zápasy odehrává na stadionu Parkfield s kapacitou 2 000 diváků.

## Historické názvy
Zdroj: 
- 1960 – Mount Grace Old Scholars FC (Mount Grace Old Scholars Football Club)
- 1984 – Mount Grace FC (Mount Grace Football Club)
- 1991 – Potters Bar Town FC (Potters Bar Town Football Club)

## Úspěchy v domácích pohárech
Zdroj: 
- FA Cup
  - 4. předkolo: 2006/07, 2016/17
- FA Trophy
  - 2. předkolo: 2011/12, 2017/18
- FA Vase
  - Čtvrtfinále: 1997/98

## Umístění v jednotlivých sezonách
Stručný přehled
Zdroj: 
- 1968–1969: Herts County League (Division Two)
- 1969–1974: Herts County League (Division One)
- 1974–1979: Herts County League (Premier Division)
- 1979–1982: Herts County League (Division One)
- 1982–1991: Herts County League (Premier Division)
- 1991–1997: South Midlands League (Premier Division)
- 1997–1998: Spartan South Midlands League (Premier Division North)
- 1998–2005: Spartan South Midlands League (Premier Division)
- 2005–2006: Southern Football League (Eastern Division)
- 2006–2013: Isthmian League (Division One North)
- 2013–2017: Southern Football League (Division One Central)
- 2017–2018: Isthmian League (Division One North)
- 2018– : Isthmian League (Premier Division)

Jednotlivé ročníky
Zdroj: 
Legenda: Z - zápasy, V - výhry, R - remízy, P - porážky, VG - vstřelené góly, OG - obdržené góly, +/- - rozdíl skóre, B - body, červené podbarvení - sestup, zelené podbarvení - postup, fialové podbarvení - reorganizace, změna skupiny či soutěže
| Sezóny  | Liga                                            | Úroveň | Z  | V  | R  | P  | VG | OG | +/- | B  | Pozice |
| ------- | ----------------------------------------------- | ------ | -- | -- | -- | -- | -- | -- | --- | -- | ------ |
| 2009/10 | Isthmian League (Division One North)            | 8      | 42 | 14 | 8  | 20 | 51 | 67 | -16 | 50 | 14.    |
| 2010/11 | Isthmian League (Division One North)            | 8      | 40 | 14 | 9  | 17 | 60 | 68 | -8  | 51 | 13.    |
| 2011/12 | Isthmian League (Division One North)            | 8      | 42 | 16 | 9  | 17 | 67 | 76 | -9  | 57 | 12.    |
| 2012/13 | Isthmian League (Division One North)            | 8      | 42 | 15 | 13 | 14 | 64 | 68 | -4  | 58 | 10.    |
| 2013/14 | Southern Football League (Division One Central) | 8      | 42 | 13 | 10 | 19 | 61 | 86 | -25 | 49 | 15.    |
| 2014/15 | Southern Football League (Division One Central) | 8      | 42 | 16 | 2  | 24 | 68 | 77 | -9  | 50 | 14.    |
| 2015/16 | Southern Football League (Division One Central) | 8      | 42 | 16 | 10 | 16 | 62 | 64 | -2  | 58 | 12.    |
| 2016/17 | Southern Football League (Division One Central) | 8      | 42 | 16 | 14 | 12 | 71 | 61 | +10 | 62 | 9.     |
| 2017/18 | Isthmian League (Division One North)            | 8      | 46 | 28 | 9  | 9  | 87 | 42 | +45 | 90 | 2.     |
| 2018/19 | Isthmian League (Premier Division)              | 7      | 46 |    |    |    |    |    |     |    |        |

Poznámky
- 2017/18: Klubu byly svazem odebrány tři body za porušení stanov soutěže.